# Heinkel He 71
 (juin 2021).
Le Heinkel He 71 est un avion de tourisme allemand mis au point dans les années 1930. Seuls deux exemplaires en ont été construits, dont le prototype. Il est directement issu de l'avion de courses Heinkel He 64 (en).

## Historique
En 1932, après les succès remportés par le He 64 (en) lors de la course aérienne du Europa Rundflug, les responsables de la société Heinkel eurent l'idée d'en développer une version de tourisme monoplace sous la désignation de Heinkel He 71. Les travaux débutèrent rapidement pour la mise au point de ce nouvel avion.
Les ingénieurs aéronautiques allemands décidèrent de motoriser leur nouvel avion avec un Hirth HM 60 d'une puissance de 60 chevaux qui entraînait une hélice bipale en bois. Pour le reste le He 71 reprenait les grandes lignes de son prédécesseur, mais avec un cockpit modifié.
C'est ainsi que l'avion réalisa son premier vol au cours de l'année 1933. À l'occasion d'un vol d'essais le Heinkel He 71 fut essayé par le célèbre pilote Ernst Udet qui sembla conquis par lui.
Cependant le programme fut rapidement abandonné, sur ordre du Reichsluftfahrtministerium pour qui il n'était pas souhaitable de poursuivre le programme. Il faut noter cependant qu'un second He 71 fut assemblé, avec un moteur Hirth HM 4 légèrement plus puissant puisque développant 78 chevaux.
Il faut d'ailleurs souligné que la célèbre aviatrice allemande Elly Beinhorn utilisa cet unique exemplaire de série comme avion d'entraînement personnel en vue de ses futurs vols africains.
Par la suite on ignore ce qui est advenu des deux Heinkel He 71.

## Aspects techniques

### Description
Le Heinkel He 71 se présentait sous la forme d'un monoplan à aile basse cantilever construit en bois entoilé et contreplaqué. Son cockpit monoplace disposait d'une verrière offrant un large champs visuel. En outre l'avion disposait d'un train d'atterrissage classique fixe aux roues avant carénées ; une roulette de queue de queue avait été installée sur le second exemplaire.

### Versions
- Heinkel He 71
  - Prototype doté d'un moteur Hirth HM 60 d'une puissance de 60 chevaux.
  - Exemplaire de série doté d'un moteur Hirth HM 4 d'une puissance de 78 chevaux et d'une roulette de queue.